# Felix z Noly
Svatý Felix z Noly byl italský kněz, spolupracovník nolanského biskupa Maxima. Katolická církev jej uctívá jako světce.
V katolické církvi je mu zasvěcen 14. leden. Tento den je na pražském orloji uveden jako svátek Šťastného kněze. Světcovo jméno Felix je totiž latinský překlad slova „šťastný“.

## Život
Narodil se v neznámém roce v Nole u Neapole v rodině vysloužilého vojáka. Byl lektorem a často asistoval při bohoslužbách. Oblíbil si jej nolský biskup Maxim a ještě v relativně velmi mladém věku mu udělil kněžské svěcení. Tento biskup byl nedlouho poté označen (kvůli svým nekompromisním katolickým postojům) za nepřítele státu. Musel se proto ukrývat. Po dobu své nepřítomnosti svěřil Felixovi řízení biskupství. Felix byl následně zatčen a přemlouván ke zřeknutí se křesťanské víry. Když to odmítl, byl mučen.
Podle legendy se mu poté zjevil anděl a vyvedl jej z vězení. Přenesl jej na poušť, kde se ukrýval biskup Maxim, který byl vážně nemocný. Felix jej tedy ošetřoval.
Po konci pronásledování církve se mohl Felix vrátit k veřejnému působení. Mezitím biskup Maxim zemřel, a věřící požadovali, aby se Felix stal jeho nástupcem v biskupském úřadu. Ten to však odmítl a jako biskupa prosadil jednoho ze svých přátel. Sám odešel do ústraní, pronajal si malou zahradu a z jejích plodů poděloval chudé. Zemřel, těšíc se všeobecné úctě, v poměrně vysokém věku.